# Stonewall, Texas
Stonewall är en census designated place i Gillespie County i den amerikanska delstaten Texas med en yta av 39,3 km² och en folkmängd som uppgår till 469 invånare (2000). 
Lyndon B. Johnson föddes på en farm nära Stonewall i östra Gillespie County. Under sin politiska karriär skaffade Johnson sin LBJ Ranch i Stonewall som under presidenttiden kallades Texas White House. Efter presidenttiden bodde Johnson sina sista år på ranchen och donerade en stor del av sina markområden till den federala regeringen. Som följd av donationen uppstod Lyndon B. Johnson National Historical Park mellan Stonewall i Gillespie County och orten Johnson City i Blanco County där presidenten genomgick sin skolgång i åldern mellan 5 och 18 år. Johnsons födelsehus i Gillespie County är en av parkens sevärdheter.
Stonewalls grundare Israel P. Nuñez namngav orten efter Stonewall Jackson. Orten fick sitt postkontor år 1875.